# TOG
TOG (или TOG I) — прототип британского сверхтяжелого танка, произведенного в начале Второй мировой войны в расчете на то, что поля сражений могут закончиться так же, как и на полях Первой мировой войны. Он был спроектирован так, чтобы он мог преодолевать пересеченную местность и траншеи. Был построен единственный прототип, за которым последовала улучшенная модель (TOG 2), но интерес угас после успешных испытаний другого танка повышенной проходимости, «Черчилль», и ведущейся мобильной войны.

## История
В июле 1939 года был создан Комитет по разработке специальных транспортных средств (англ. Special Vehicle Development Committee) для будущих проектов танков, подходящих для условий Великой войны, под руководством сэра Альберта Джеральда Стерна, который входил в Комитет по сухопутным кораблям (англ. Landship Committee) и возглавлял Склад снабжения танков (англ. Tank Supply Depot)во время Первой мировой войны. В комитет входили другие лица, сыгравшие важную роль в разработке танков во время Великой войны: бывший директор военно-морского строительства сэр Юстас Теннисон д' Эйнкур, генерал-майор (в отставке) сэр Эрнест Суинтон, конструктор двигателей Гарри Рикардо, эксперт по коробкам передач и трансмиссиям майор Уолтер Гордон Вильсон и другие. Неудивительно, что они получили прозвище «Старая банда» (англ. The Old Gang), а их проекты были обозначены инициалами TOG.
Вместе они предложили разработку конструкции тяжелого танка, которую доверили другому разработчику первого танка и строителю первого танка, сэру Уильяму Триттону из Foster's of Lincoln.
Их спецификация была всеобъемлющей. Ожидалось, что танк сможет действовать не только по заболоченной и разрушенной обстрелами земле, но и будет противостоять 37-мм и 47-мм противотанковым орудиям и 105-мм полевым орудиям или гаубицам на расстоянии 100 ярдов (91 м). Основным вооружением будет полевая пушка, установленная спереди, огонь которой будет эффективен против железобетона толщиной 7 футов (2,1 м), и две 2-фунтовые пушки в спонсонах. Для использования против пехоты должны были быть пулеметы BESA, составляющие полный сектор обстрела — один стрелял вперед, по одному в каждом спонсоне вместе с 2-фунтовыми орудиями и один стрелял назад. Позже конструкция была изменена: спонсоны меньшего размера содержали только пулеметы BESA. Для прикрытия были установлены четыре 2-дюймовых (51-мм) дымовых миномета.
Конструкторские работы начались в декабре 1939 года, по результатом которых был создан деревянный макет. Разработанный с возможностью пересечения траншей вперед и возможностью перевозки пехоты, танк в том виде, в каком он была построен, представлял собой большой корпус с боковыми дверями, поддерживаемый широкими гусеницами, с башней пехотного танка Matilda II без орудия. В лобовом листе корпуса стояла 75-мм гаубица в установке, как на французском танке Char B1. Ни одна из планировавшихся конструкций спонсонов так и не была установлена на прототип.
Стало понятно, что гусеничная лента, бегущая через крышу корпуса была архаизмом, и в июне 1940 года начались работы над последующим проектом. Прототип TOG I был закончен в октябре 1940 года. Из-за веса был использован электрический привод — дизельный двигатель приводил в движение два генератора, соединенных с электродвигателем для каждой гусеницы. Рулевое колесо было подключено к потенциометру, который изменял напряжение на гусеничных двигателях. Это приводило к перенапряжению приводов и гусениц. Из-за этих проблем электрический привод был преобразован в гидравлический, разработанный Fluidrive Engineering. Конверсия длилась до мая 1943 года, после чего полученный образец получил обозначение TOG IA. Гидравлический привод также был признан не удовлетворительным. Прототип был отправлен в Чобем, после чего его след теряется.

## Внешние ссылки
- Paxman History Pages - Paxman's World War 2 Tank Propellant